# Gao Ming
Gao Ming (ur. ok. 1305 w Rui’an, w prow. Zhejiang, zm. ok. 1370 w Ninghai) – chiński poeta i dramatopisarz.
Po zdaniu w 1345 roku egzaminów urzędniczych przez kilka lat pracował w administracji. Był odpowiedzialny za stłumienie rebelii Fanga Guozhena we wschodnim Zhejiangu (1348), później pełnił urząd sędziego w prowincji Fujian. Ze względu na narastające konflikty ze zwierzchnikami w 1356 roku wycofał się z życia publicznego i osiadł w wiejskiej samotni w Lishe, gdzie poświęcił się twórczości literackiej.
Najważniejszym dziełem Gao jest powstała między 1348 a 1368 rokiem tragikomiczna, moralizatorska opera w stylu chuanqi pod tytułem Pipaji w 42 aktach, uważana za szczytowe osiągnięcie południowej szkoły dramatycznej (nanxi). Dzieło to było bardzo wysoko cenione przez krytyków w okresie dynastii Ming.